# BMW・N55エンジン
BMW・N55エンジンとは、BMWの直列6気筒ガソリンエンジンの系列である。
2009年に5シリーズグランツーリスモに搭載され、N54エンジンが順次このエンジンに置き換えられた。本項では、N55をベースにして開発されたS55エンジンについても解説する。

## 特徴

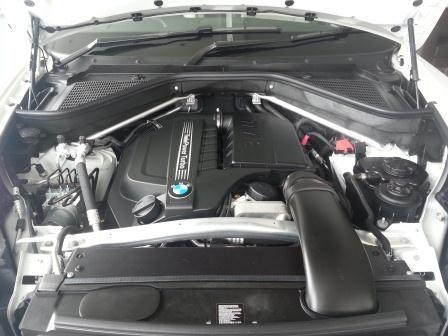
BMW N55エンジン

前身のN54エンジンからの変更点は、タービンの種類、 バルブトロニック（可変バルブリフト）の採用、インジェクターの種類の3つが主なものになっている。
タービンは、N54がツインターボだったのに対して、N55エンジンではシングルターボ（ツインスクロールターボ）となっている。ツインスクロールターボはBMWではN55エンジンが初であった。バルブトロニックの採用によって低燃費化や排ガス浄化などのメリットが得られた。バルブトロニック自体は、インジェクターはBMW・N52エンジンでも搭載されていたが、直噴化によりN53やN54では搭載できなかったが、システムの小型化により直噴エンジンでも搭載が可能になったものである。N54が高価なピエゾタイプのインジェクターを使用したのに対して、N55では安価なソレノイドタイプのインジェクターが採用された。ヨーロッパ以外の地域では入手できるガソリンのオクタン価の関係でピエゾタイプのインジェクターの価値が発揮されず、無駄であると判断されたためである。高圧燃料ポンプの故障の問題も対策された。
ツインスクロールターボチャージャーは、2つの排気ポートを活用して、片側のポートにシリンダー1-2-3、もう片方に4-5-6の排気ガスが導入されるように接続されている。シングルターボになったにもかかわらず、ピークブーストに到達するエンジン回転数は100回転低くなった。またシングルターボ化によって、エンジンルーム内への排気熱の放射が減り、周辺部品の劣化が抑制された。N54エンジンでは空気圧によってウエストゲートがコントロールされていたが、N55では電気駆動に変更された。
N54エンジンがあるのに、大して出力が変わらないN55エンジンを開発した理由は、タービンや触媒を1つにすることで、エンジン始動後の触媒の加熱を早めることが出来、排気ガス規制への対応に有利であるのと、低燃費化による温室ガス排出規制への対応が主な目的であった。
2018年にB58エンジンが登場し、N55エンジンはそれに徐々に置き換えられている。
ロングストロークでターボ過給されているので、低速トルクに勝りオートマチックトランスミッションとの相性が良いとされる一方、昔ながらのBMW直6ならではの繊細な感触は薄く、V8エンジンに似たフィーリングだとされる。
直噴エンジンであり、無段階可変バルブ制御テクノロジーのバルブトロニックを組み合わせにより、BMW・N54エンジンと比較して同等の最高出力と最大トルクをより幅広い回転域において発生させながら、他の省エネ技術も併用することにより搭載モデルによっては従来比で約15%もの燃料消費率向上を実現した。インタークーラーは空冷式を採用する。N54と比較して低速領域でのトルク特性も改善しているほか、シングルタービン化によりフロントパイプの不等長に基因する排気の不快な干渉音が解消されている。

## バージョン
- N55B30M0はN55の最初のバージョンで、クランクシャフトが鍛造ではなく鋳造で製造された。またウエストゲートのコントロールはN54と同じ空気圧駆動が採用されている。2014年以降に製造されたN55B30M0はウエストゲートが電気式に変更され、高圧燃料ポンプも改良されたものが採用された。
- N55B30O0は、F22 235iに搭載されたエンジンで、クランクシャフトが鍛造となっている。インタークーラーとオイルクーラーがN55B30M0と比較して拡大され、タービンやECU制御も改善されている。
- N55B30T0は、M2用に開発された。低抵抗のトップリングを使用したピストンが使用され、M4クーペで使用されたクランクシャフトのメインベアリングや点火プラグが採用され、オイルサンプカバーやサクションオイルポンプもM2の専用品が使用され[8]、強い横Gがかかった状態でもオイルパン内部のオイルが偏在しにくい構造になっている。タービンもN55B30O0と比較して大型化されている。また5秒間のオーバーブースト機能も搭載された。

| 名称     | 最高出力                            | トルク                                 | 最高回転数 | 製造年       |
| -------- | ----------------------------------- | -------------------------------------- | ---------- | ------------ |
| N55B30M0 | 225 kW (302 bhp) at 5,700–5,800 rpm | 400 N⋅m (295 lb⋅ft) at 1,200–5,000 rpm | 7,000 rpm  | 2009–2019    |
| N55B30   | 235 kW (315 bhp) at 4,505–6,000 rpm | 450 N⋅m (332 lb⋅ft) at 1,300–4,500 rpm | 7,000 rpm  | 2011–present |
| N55B30O0 | 240 kW (322 bhp) at 4,505–6,000 rpm | 450 N⋅m (332 lb⋅ft) at 1,300–4,500 rpm | 7,000 rpm  | 2014–2016    |
| N55HP    | 250 kW (335 bhp) at 4,505–6,000 rpm | 450 N⋅m (332 lb⋅ft) at 1,300–4,500 rpm | 7,000 rpm  | 2013–2015    |
| N55B30T0 | 265 kW (355 bhp) at 5,255–6,000 rpm | 465 N⋅m (343 lb⋅ft) at 1,350–5,250 rpm | 7,000 rpm  | 2015–present |
| N55B30T0 | 272 kW (365 bhp) at 6,500 rpm       | 500 N⋅m (369 lb⋅ft) at 1,450–4750 rpm  | 7,000 rpm  | 2015–present |
| Alpina   | 301 kW (404 bhp) at 5,500–6,250 rpm | 600 N⋅m (443 lb⋅ft) at 3,000–4,000 rpm | 7,000 rpm  | 2013–2017    |
| Alpina   | 324 kW (434 bhp) at 5,500–6250 rpm  | 660 N⋅m (487 lb⋅ft) at 3,000–4,000 rpm | 7,000 rpm  | 2017–present |
| Alpina   | 332 kW (445 bhp) at 5,500–6,250 rpm | 680 N⋅m (502 lb⋅ft) at 3,000–4,500 rpm | 7,000 rpm  | 2018–present |

## 搭載車種
N55B30
- 225 kW (306 PS)
  - 2009年11月〜 BMW 535i グランツーリスモ  (F07)
  - 2010年3月〜 BMW 535i  (F10)
  - 2010年3月〜 BMW 335i  (E90/E91/E92/E93)
  - 2010年3月〜 BMW 135i  (E82/E88)
  - 2010年3月〜 BMW X6 xDrive35i  (E71)
  - 2010年6月〜 BMW X5 xDrive35i  (E70)
  - 2010年9月〜 BMW 535i ツーリング  (F11)
  - 2011年11月〜 BMW X3 xDrive35i  (F25)
  - 2013年9月〜 BMW 435i Coupé  (F32)
- 235 kW (320 PS)
  - 2011年3月〜 BMW 640i カブリオレ  (F12)
  - 2011年10月〜 BMW 640i クーペ  (F13)
  - 2012年6月〜 BMW 640i グランクーペ  (F06)
  - 2012年9月〜 BMW 740i  (F01)
  - 2012年9月〜 BMW 740Li  (F02)
  - 2012年10月〜 BMW M135i  (F20)
- 240 kW (326 PS)
  - 2014年4月〜 BMW M235i  (F22)
  - 2015年5月〜BMW M135i LCI (F20)
- 272 kW (370 PS)
  - 2016年1月〜 BMW M2  (F87)
- 265 kW (360 PS)
  - 2016年1月〜 BMW・X4 M40i  (F26)

## BMW・S55エンジン
BMW・S55エンジンは、N55エンジンをベースに開発された高出力エンジンである。主な違いは、N55がオープンデッキであるのに対して、S55はクローズドデッキとなっており、シリンダーブロックの剛性が向上していることである。またN55がシングルターボであるのに対して、S55はツインターボとなりエアクリーナーも2基装備されている。インタークーラーは水冷となった。クランクシャフトは軽量化され、異型サイズのベアリングが使用された。強化ピストン、強化コンロッド、強化バルブスプリングが採用され、バルブの素材も変更された。冷却システムや燃料供給システムも強化されている。最高回転数も7000回転から7600回転に向上している。ツインタービン化により、マフラーのダウンパイプ、センターパイプも2本になっている。BMW S65自然吸気V8エンジンに代わってF80 M3とF82 M4に導入され、後にF87 M2 Competition/CSにも搭載された。設定出力によって使用されるパーツは異なり、N55と同じカムシャフトやコンロッド、オイルパンを使用するモデルもある。

### 205kW (275bhp)–268kW (359bhp)version
- 2020–2021 F87 M2 CS Racing[9]

### 302kW (405bhp),550N⋅m (410lb⋅ft)version
- 2019–2021 F87 M2 Competition[10]

### 317kW (425bhp)version
- 2014–2018 F80 M3[11]
- 2014–2020 F82/F83 M4

### 331kW (444bhp)version
- 2016–2018 F80 M3 with Competition package[12]
- 2016–2020 F82/F83 M4 with Competition package[13]
- 2020–2021 F87 M2 CS[14]

### 338kW (453bhp)version
- 2018 F80 M3 CS[11]
- 2017–2020 F82 M4 CS

### 368kW (493hp)version
このバージョンは、 368 kW (493 hp) と 600 N⋅m (443 lb⋅ft)を発揮する。インテークマニホールド内に水噴射システムを搭載している。エンジンの回転数が5000回転以上になると、インテークマニホールドに装着された3つのインジェクターから水が噴射される。噴射された水はインマニ内で瞬時に気化し、インタークーラーを通過した後の加給気を更に最大25度冷却することができる。それにより加給圧を17.2 psi (1.19 bar) から 21.6 psi (1.49 bar)に高めることが出来た。
- 2015–2016 F82 M4 GTS
- 2017 F82 M4 DTM Champion Edition[18]

## 参照
- BMW エンジン形式一覧
- BMW N52エンジン